# Kim Kyong-hun
Kim Kyong-hun (koreanisch 김경훈; * 15. Juli 1975 in Haenam) ist ein ehemaliger südkoreanischer Taekwondoin und Olympiasieger.

## Karriere
Kim Kyong-hun erkämpfte seine erste internationale Medaille mit dem Titelgewinn bei den Asienmeisterschaften 1996 in Melbourne in der Gewichtsklasse bis 76 Kilogramm. 1997 in Hongkong und 2001 in Jeju gewann er in der Gewichtsklasse bis 76 bzw. 84 Kilogramm jeweils Bronze bei den Weltmeisterschaften. Im Jahr 2000 nahm er an den Olympischen Spielen in Sydney teil, bei denen er in der Gewichtsklasse über 80 Kilogramm nach zwei Auftaktsiegen Pascal Gentil im Halbfinale besiegte. Im Finalkampf bezwang er Daniel Trenton mit 6:2 und wurde damit Olympiasieger. 2002 gewann er in Busan in der Gewichtsklasse bis 84 Kilogramm zudem die Goldmedaille bei den Asienspielen.